# Dieter Quester
Dieter Quester, né le 30 mai 1939, est un pilote automobile autrichien qui a piloté en compétition motocycliste, en compétition motonautique et en compétition automobile.

## Biographie
De 1957 à 1962 il se consacre à des courses de motonautisme, devenant champion d'Europe dans la discipline en 1958 et en 1962 en classe 500 cm3. De 1963 à 1965 il fait des courses de moto (sur Lambretta, puis Norton, NSU et BMW), et passe plus régulièrement aux voitures dans le courant de cette dernière année, plus spécialement en tourisme et en courses  de côte autrichiennes (jusqu'à la fin des années 1960 pour ces dernières, obtenant plusieurs podiums notamment sur monoplace Lola T120 en 1967, avant de passer sur BMW).
Coureur très polyvalent, il obtient le premier de ses quatre titres européens sur voiture de tourisme en circuits en 1968, avant de passer l'année suivante  aussi sur Formule 2. Il évolue très régulièrement sur des BMW entre 1968 et 1999, puis il passe sur Porsche jusqu'en 2007 (à 68 ans). Il dispute une seule course de Formule 1, en 1974 lors du Grand Prix d'Autriche, terminant à la neuvième place sur une Surtees-Ford (inscrit antérieurement pour le Grand Prix d'Allemagne 1969 sur BMW F2, l'accident mortel de son coéquipier Gerhard Mitter lors des essais libres a incité alors son équipe à se retirer de la course). Ses épreuves en endurance sont effectuées en Sport-prototypes plutôt à bord de Lola ou de Sauber, mais aussi parfois sur des Porsche.

## Palmarès

### Titres
- Quadruple (le seul) vainqueur du Championnat d'Europe FIA des voitures de tourisme en 1968, 1969, 1977 et 1983.

### Victoires principales
- Vainqueur des 6 Heures du Nürburgring en 1968;
- Vainqueur des 6 Heures de Brands Hatch en 1969;
- Vainqueur du Grand Prix de Macao en 1970;
- Vainqueur de la catégorie TS 5.0 aux 24 Heures du Mans 1973;
- Vainqueur des 24 Heures de Spa (3) en 1973, 1986 et 1988;
- Vainqueur des 6 Heures du Paul Ricard en 1973;
- Vainqueur des 6 Heures de Riverside en 1975;
- Vainqueur des 1 000 kilomètres du Nürburgring en 1976;
- Vainqueur des 6 Heures de Zeltweg en 1976;
- Vainqueur du RAC Tourist Trophy en 1977;
- Vainqueur des 500 kilomètres de Monza en 1983;
- Vainqueur des 500 kilomètres de Donington en 1987;
- Vainqueur des 500 kilomètres d'Anderstop en 1987;
- Deux victoires dans la catégorie NGT de FIA GT en 2001;
- Vainqueur des 24 Heures de Dubaï en 2006 et 2007.

## Formule 2
- Meilleurs tours en course aux IVe Deutschland Trophäe et IIIe Preis von Baden-Württemberg und Hessen en 1970, puis au IIe Gran Premio Madunina 1971;
- 3e du Championnat d'Europe de Formule 2 1971  (BMW);
- 4e du Championnat d'Europe de Formule 2 1970 (BMW).

## Résultats aux 24 Heures du Mans
| Année | Équipe                      | Voiture       | Équipier             | Équipier           | Classement                  |
| ----- | --------------------------- | ------------- | -------------------- | ------------------ | --------------------------- |
| 1973  | BMW Motorsport              | BMW 3.0 CSL   | Toine Hezemans       |                    | 11e, et vainqueur de classe |
| 1976  | BMW Motorsport GmbH         | BMW 3.5 CSL   | Albrecht Krebs       | Alain Peltier      | Abandon                     |
| 1978  | BMW Great Britain           | Osella PA6    | Tom Walkinshaw       | Rad Dougall        | Abandon                     |
| 1980  | BMW France                  | BMW M1        | Didier Pironi        | Marcel Mignot      | 14e                         |
| 1981  | Würth Lubrifilm Team Sauber | BMW M1        | Marc Surer           | David Deacon       | Abandon                     |
| 1982  | BMW Cassetten Team GS Sport | Sauber SHS C6 | Jean-Louis Schlesser | Hans-Joachim Stuck | Abandon                     |
| 1983  | John Fitzpatrick Racing     | Porsche 956 C | John Fitzpatrick     | David Hobbs        | Abandon                     |
| 1986  | Kouros Sauber Racing Team   | Sauber C8     | Christian Danner     | Henri Pescarolo    | Abandon                     |

## Galerie d'images

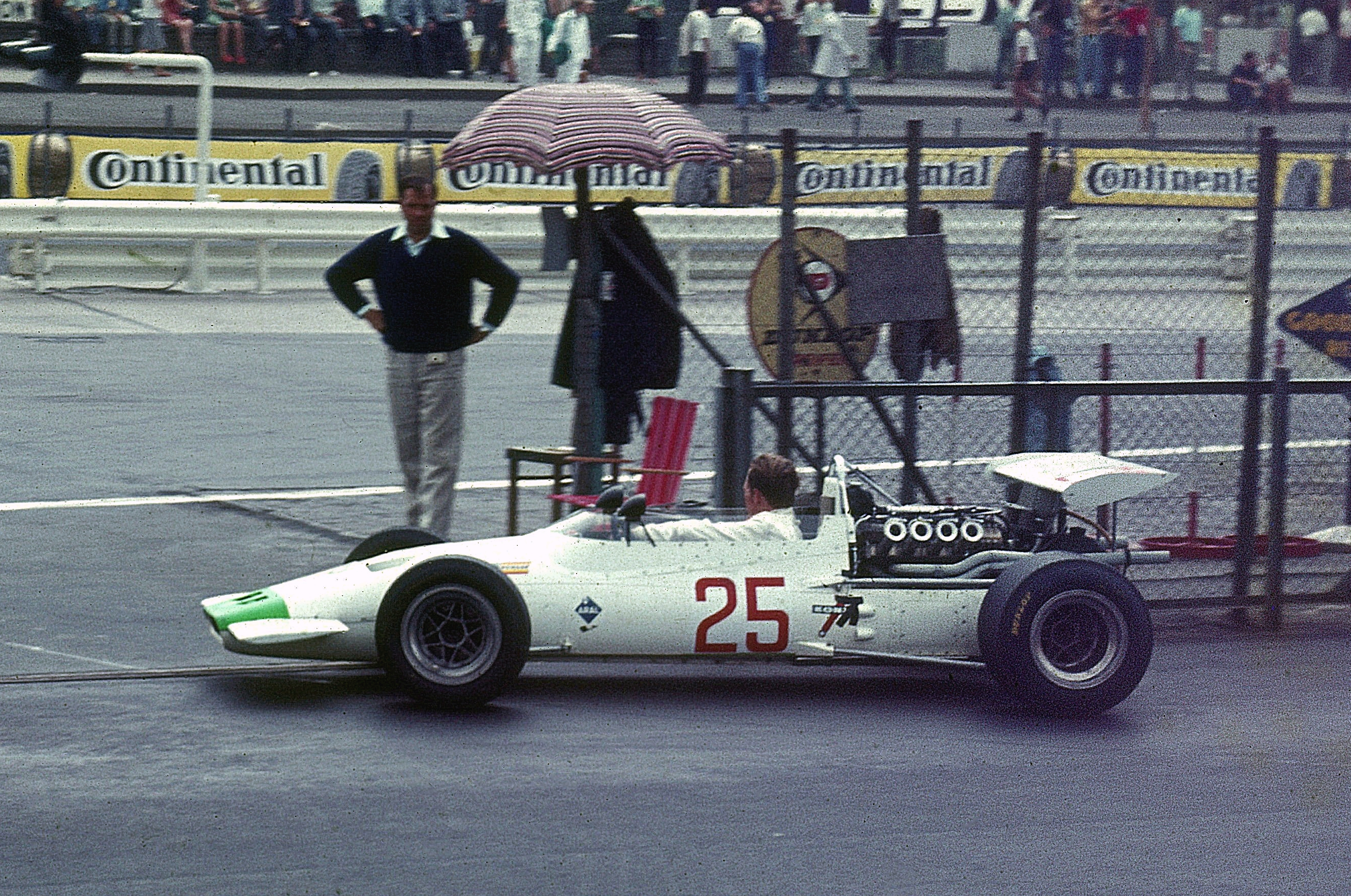
Quester sur BMW F269 en août 1969, lors d'essais.
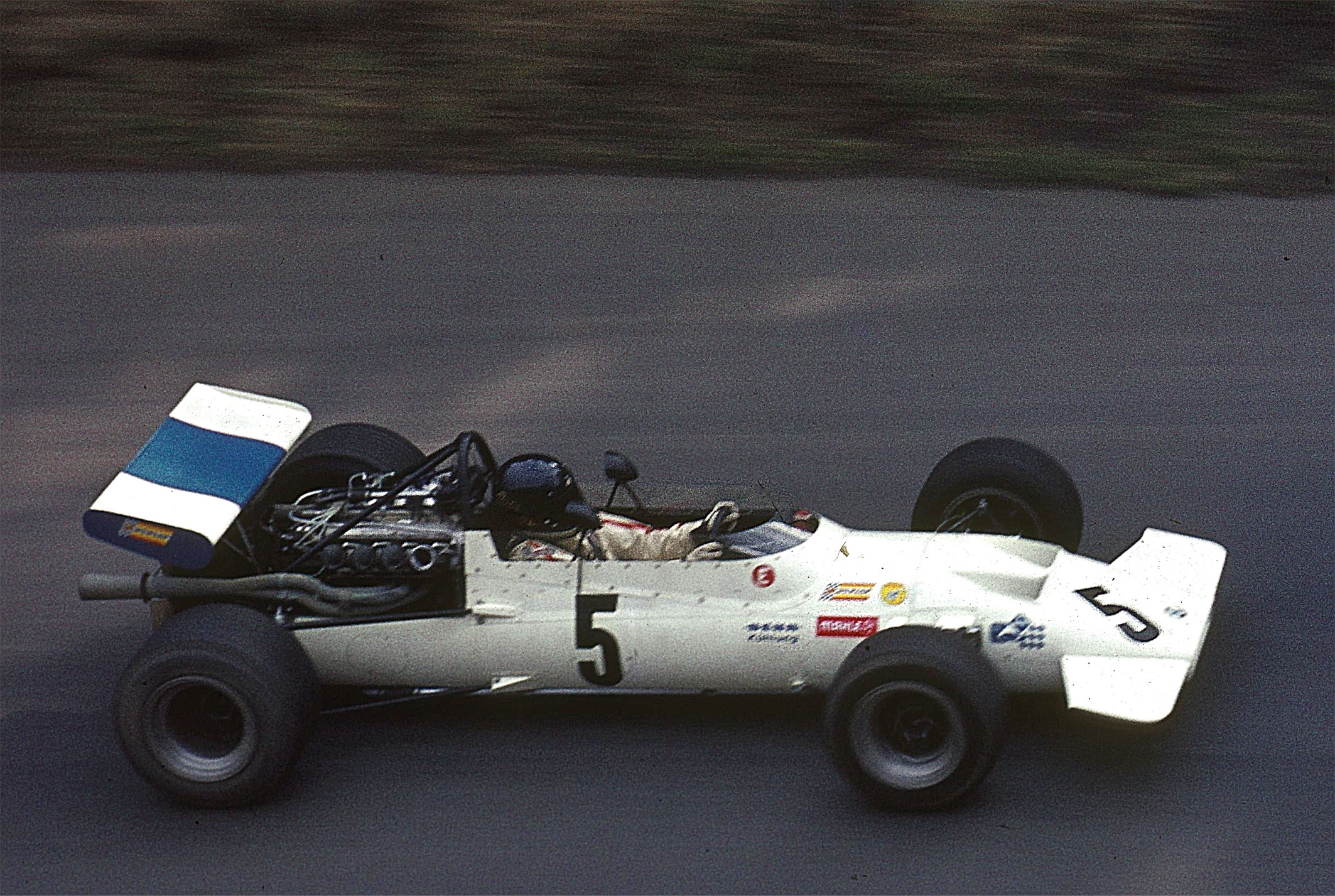
Quester sur la F2 BMW, en 1970 en vue d'une course à l'Eifel.
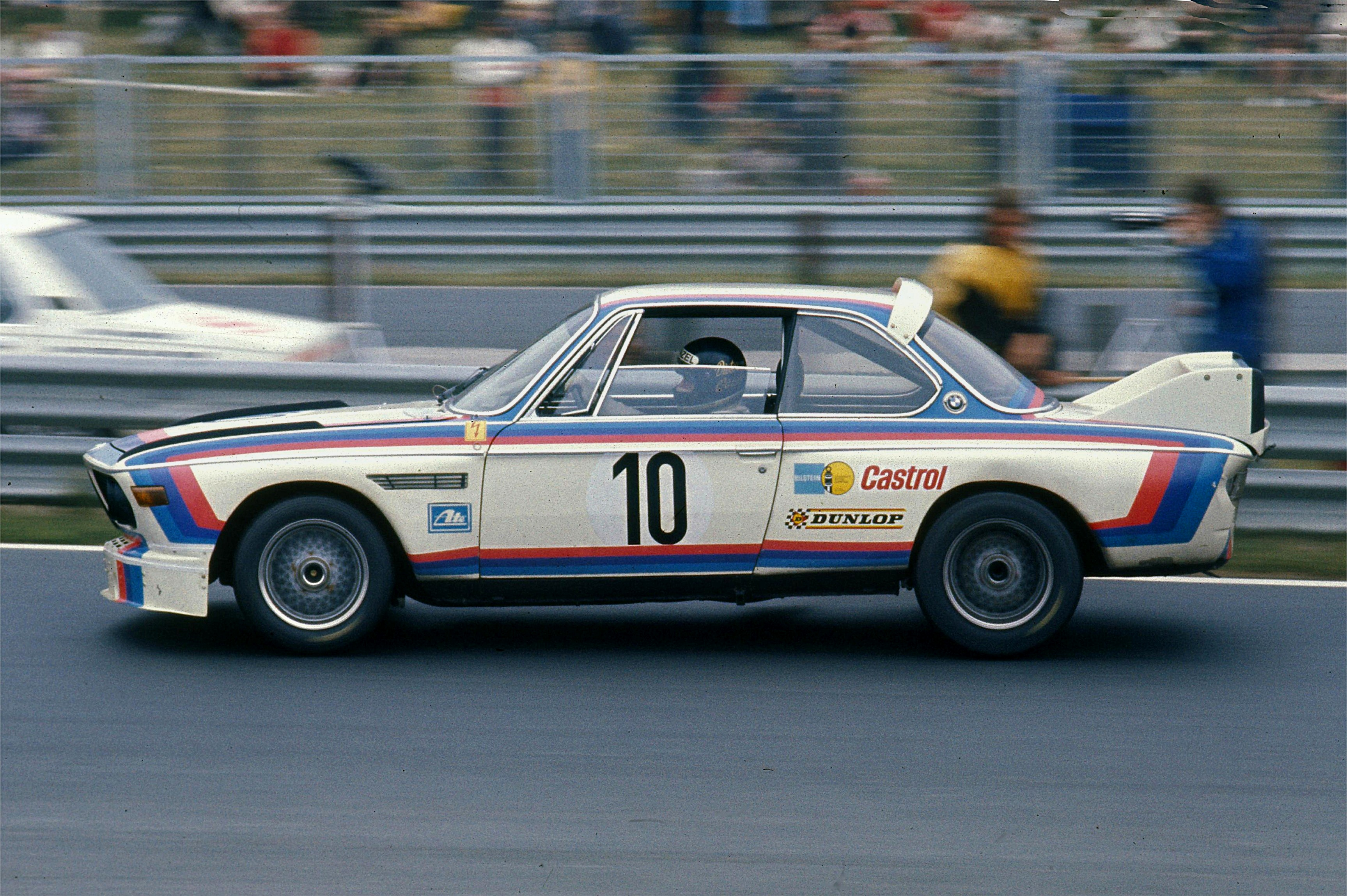
Quester sur BWW CSL lors du GP du Nürburgring tourisme, en 1973.
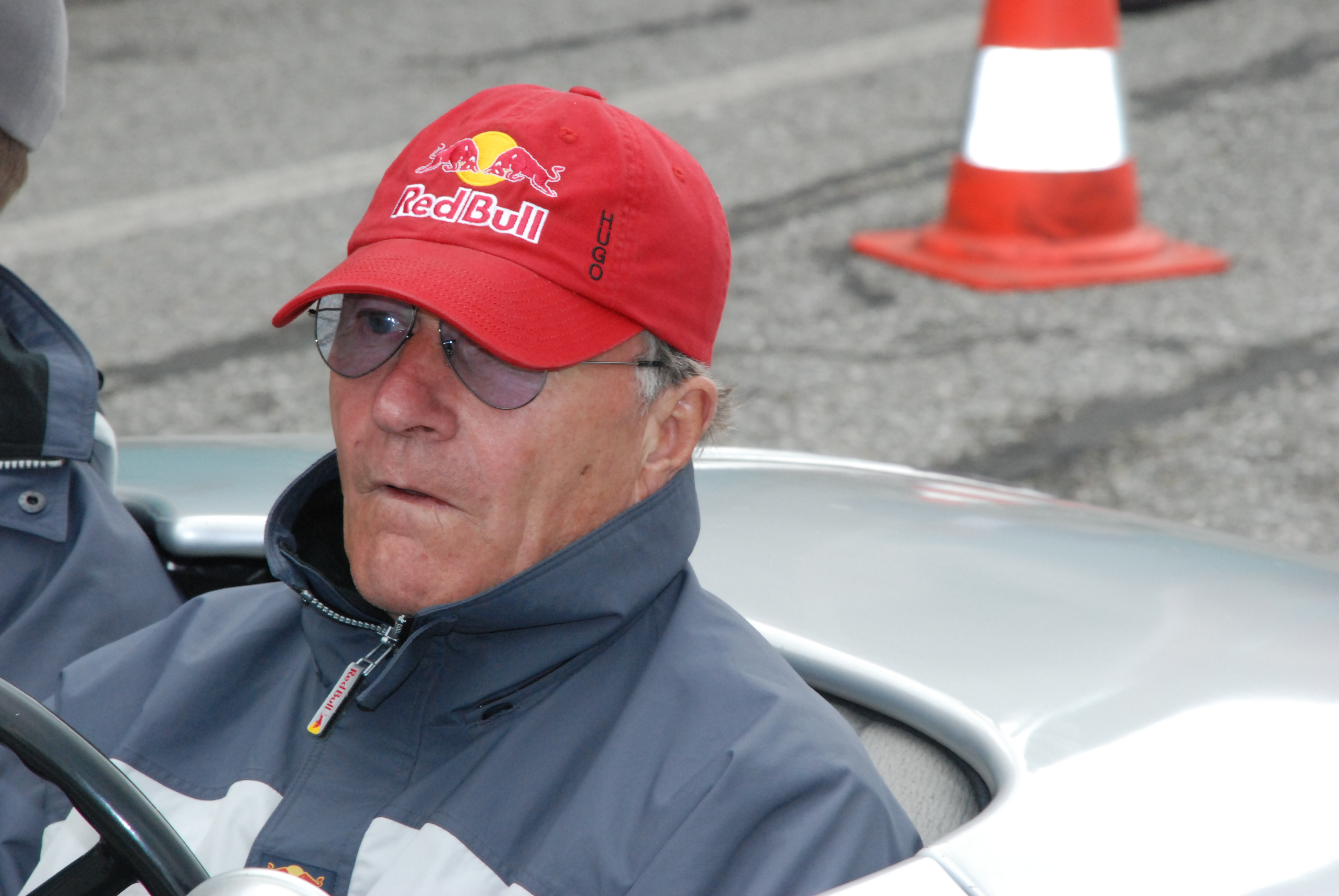
Dieter Quester en 2008.